# Operación Galaxia
Operación Galaxia war das Codewort für einen geplanten, nicht durchgeführten Umsturzversuch einer kleinen Gruppe Polizei-, Guardia-Civil- und Militärangehöriger, der 1978 in Madrid geplant wurde. Ziel war, den von König Juan Carlos I. und der Regierung Suárez eingeleiteten Demokratisierungsprozess in Spanien nach dem Ende der Franco-Diktatur aufzuhalten.
Die Operación Galaxia ist nach der Cafetería Galaxia (heute Café van Gogh) benannt, wo sich die beteiligten Offiziere am 11. November 1978 trafen, um zu beraten, wie der Demokratisierungsprozess in Spanien aufzuhalten sei.
Der Plan sah vor, den Dienstsitz des spanischen Ministerpräsidenten (den Moncloa-Palast) am 17. November 1978 zu besetzen und die dann dort zu ihrer turnusgemäßen Kabinettssitzung versammelten Minister als Geiseln zu nehmen. Das Datum wurde gewählt, da sich König Juan Carlos dann auf Staatsbesuch in Mexiko befand. Die drei mit der Operation beauftragten Männer waren Antonio Tejero, Oberstleutnant der Guardia Civil, Ricardo Sáenz de Ynestrillas Martínez, Comandante (Major) der bewaffneten Polizei und ein unbekannter dritter Oberst. Ein Polizeihauptmann und ein Major des Heeres waren ebenfalls anwesend und erstatteten ihren Vorgesetzten Bericht, worauf der Umsturzversuch vereitelt werden konnte.
Am 8. Mai 1980 wurden die beiden mutmaßlichen Hauptbeteiligten, Tejero und Sáenz de Ynestrillas, vor Gericht gestellt. Sie wurden vor dem Gerichtsgebäude mit Fahnen aus der Francozeit begrüßt, aber auch beleidigt – ein Zeichen für die Meinungsverschiedenheiten zu dieser Zeit in Spanien. Die Staatsanwaltschaft beantragte sechs Jahre Haft für Tejero und fünf für Sáenz de Ynestrillas, verurteilt wurden sie zu sieben Monaten und einem Tag bzw. sechs Monaten und einem Tag Haft.
Einen ähnlichen Plan setzte Tejero gut zwei Jahre später mit der Besetzung des Abgeordnetenhauses während des Putschversuchs vom 23. Februar 1981 („23-F“) um.